# Undellidae
Famille
Les Undellidae sont une famille de Ciliés de la classe des Oligotrichea et de l’ordre des Choreotrichida.

## Étymologie
Le nom de la famille vient du genre type Undella, dont l'auteur, E. von Daday, n'explique par le sens. Le nom est peut-être dérivé du latin unda « onde d'eau, flot, vague », et du suffixe latin -ella, petite, littéralement « petite onde », en référence à la position qu'a l'organisme dans sa loge (lorica), qui fait penser à une vague en spirale ou une onde aquatique.

## Description
Le genre type Undella est décrit ainsi par Eugen Daday : 

« Paroi de la coque rigide, chitineuse, transparente, à deux couches, une cavité entre les deux couches ; surface sans corps étrangers, rarement avec sculptures ; arrière fermé. Corps parfois allongé, en forme de poire ou de cloche, parfois court et tubulaire. Pédoncule soit simple, distinctement attaché à l'extrémité postérieure de la gousse, soit représenté par quelques processus. Nombre de plaques de cils adoraux : 20. Surface du corps avec seulement quatre spirales de cils. (La cellule a) deux noyaux et une à deux vacuoles contractiles »

.
Dadday précise que l'organisme se fixe à la base de sa lorica (loge) par un pédoncule unique (Undella spiralis), ou plusieurs pédoncules, distinctement attachés à l'extrémité postérieure de la loge : trois chez Undella hyalina, quatre chez Undella Claparèdei.

## Distribution
La famille des Undellidae ne contient que des espèces marines.

## Liste des genres et espèces
Selon GBIF (20 octobre 2022) :
- Amplectella Kofoid & Campbell, 1929
  - Amplectella collaria  (Brandt) Kofoid & Campbell, 1929
  - Amplectella monocollaria (Laackmann, 1910) Kofoid & Campbell, 1929
  - Amplectella tricollaria (Laackmann, 1910) Balech, 1975
- Amplectellopsis Kofoid & Campbell, 1929
  - Amplectellopsis angularis Kofoid & Campbell, 1929
- Proplectella Kofoid & Campbell, 1929
  - Proplectella acuta  Jörgensen, 1924
  - Proplectella angustior Jörgensen, 1924
  - Proplectella claparedei (Entz, 1908)
  - Proplectella ellipsoida Kofoid & Campbell, 1929
  - Proplectella fastigata Jörgensen, 1924
  - Proplectella globosa 1929
  - Proplectella ovata Jörgensen, 1924
  - Proplectella parva Kofoid & Campbell, 1929
  - Proplectella pentagona Jörgensen
  - Proplectella perpusilla Kofoid & Campbell, 1929
  - Proplectella subacuta Kofoid & Campbell, 1929
  - Proplectella subcaudata (Jörgensen, 1925)
- Undella Daday, 1887  genre type
  - Undella angustior Jörgensen, 1924
  - Undella attenuata Jörgensen, 1924
  - Undella biangulata Kofoid & Campbell, 1929
  - Undella californiensis Kofoid & Campbell, 1929
  - Undella claparedei (Entz) Daday, 1887
  - Undella clevei Jörgensen, 1924
  - Undella globosa Brandt, 1906
  - Undella hadai Balech, 1962
  - Undella hyalina Daday, 1887
  - Undella lachmanni Daday, 1887
  - Undella ostenfeldi Kofoid & Campbell, 1929
  - Undella pentagona (Jörgensen) Balech, 1975
  - Undella perpusilla (Kofoid & Campbell, 1929) Balech, 1975
  - Undella pistillum Kofoid & Campbell, 1929
  - Undella subacuta Cleve, 1900
  - Undella subcaudata Jörgensen, 1924
  - Undella turgida Kofoid & Campbell, 1929
- Undellopsis Daday, 1887 : nom inval. ?
  - Undellopsis marsupialis (Brandt, 1906) Kofoid & Campbell, 1929
  - Undellopsis subangulata (Jörgensen) Kofoid & Campbell
- Undellopsis Kofoid & Campbell, 1929

## Systématique
Le nom valide de ce taxon est Undellidae Kofoid & Campbell, 1929.

## Publication originale
- (de) Jenő Daday, « Monographie der Familie der Tintinnodeen », Mitt. zool. Stn Neapel, t. 7,‎ 1887, p. 473–591, tables 18-21 (lire en ligne ).